# Журавлёв, Павел Матвеевич
Павел Матвеевич Журавлёв (29 ноября 1898 или 29 декабря 1898, Красная Сосна, Симбирская губерния — 1 июля 1956, Москва) — советский разведчик, генерал-майор государственной безопасности, участник Гражданской войны.

## Биография

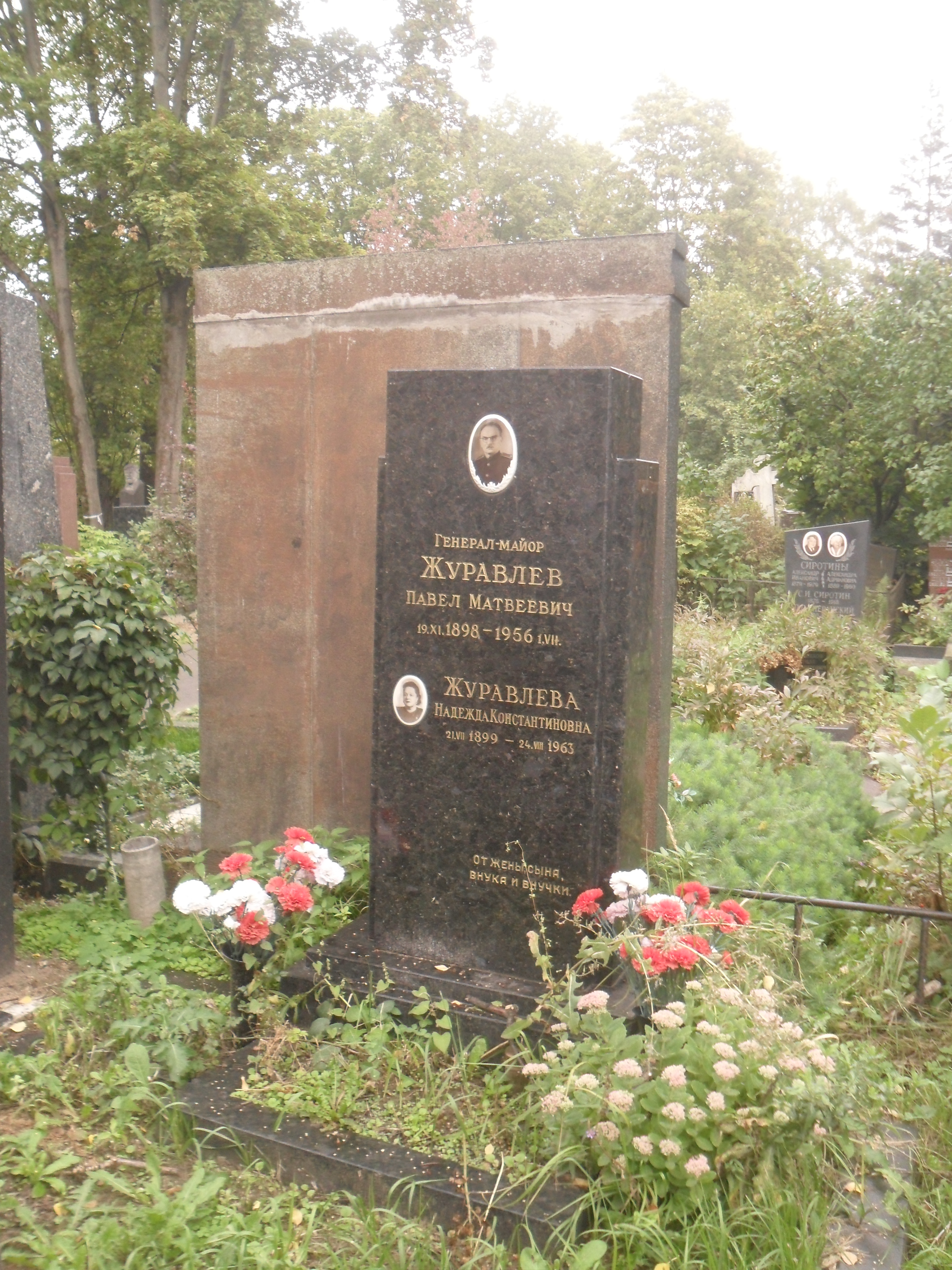
Могила Журавлёва на Новодевичьем кладбище Москвы.

Павел Журавлёв родился 17 ноября 1898 года в селе Красная Сосна (ныне — Базарносызганский район Ульяновской области). Окончил сельскую школу и Казанскую гимназию. После Октябрьской революции пошёл на службу в Рабоче-крестьянскую Красную Армию. Участвовал в боях Гражданской войны. С января 1919 года — на службе в органах ВЧК.
После окончания Гражданской войны служил в органах ВЧК-ОГПУ-НКГБ. В 1921—1922 годах работал в органах Казанской ГубЧК — Татарского ГПУ, в 1924—1925 годах был заместителем начальника секретно-оперативной части ГПУ Крыма, в 1925 году — начальником Севастопольского окружного отдела и заместителем начальника Особого отдела Черноморского флота.
С 1 декабря 1925 года служил в советской внешней разведке. В 1925—1927 годах занимал должности второго секретаря полномочного представительства СССР в Литве и резидента ОГПУ в Каунасе, в 1927—1931 годах находился на тех же должностях в Чехословакии. В 1931 году был направлен в Турцию, был там атташе полномочного представительства СССР и резидентом ОГПУ. В 1933—1938 годах был вторым секретарём полномочного представительства СССР в Италии и резидентом ОГПУ в Риме.
В 1938 году вернулся в СССР, работал в центральном аппарате НКГБ СССР, преподавал в Школе особого назначения НКВД. С мая 1942 года был первым секретарём посольства СССР в Иране и главным резидентом советской внешней разведки в Тегеране, а с октября 1943 года — на тех же должностях в Египте. 9 июля 1945 года П. М. Журавлёву было присвоено звание генерал-майора государственной безопасности.
В 1946 году окончательно вернулся в СССР, работал заместителем начальника Первого главного управления МГБ СССР — начальником представительства ПГУ в Баку, затем был начальником 5-го Управления, заместителем начальника Комитета информации при Министерстве иностранных дел СССР. 
1 января 1954 года вышел в отставку по состоянию здоровья. Умер 1 июля 1956 года, похоронен на Новодевичьем кладбище Москвы.

## Награды и звания
- Почётный чекист
- Орден Ленина
- Два Ордена Красного Знамени
- Орден Отечественной войны 1-й степени
- Орден Красной Звезды
- медали.